# Dear Wendy
Dear Wendy is een dramafilm uit 2005 onder regie van Thomas Vinterberg.

## Verhaal
In een arm mijnwerkersstadje woont Dick, een jongen met weinig zelfvertrouwen. Als hij een cadeautje moet kopen, valt zijn oog op een vuurwapen. Ondanks zijn pacifistische overtuiging, koopt hij het wapen en noemt het stuk staal Wendy. Hij raakt hierdoor gefascineerd met alles wat met vuurwapens te maken heeft en richt met een stel andere werkeloze jongeren een geheime club op, genaamd The Dandies. De afspraken die ze maken zijn gebaseerd op het pacifisme, maar ook op vuurwapens. De belangrijkste regel is trek nooit je wapen. Al snel komen ze in een situatie waarin blijkt dat de regels die ze hebben gemaakt niet worden nageleefd.

## Rolverdeling
| Acteur           | Personage       |
| ---------------- | --------------- |
| Jamie Bell       | Dick Dandelion  |
| Bill Pullman     | Krugsby         |
| Michael Angarano | Freddie         |
| Danso Gordon     | Sebastian       |
| Novella Nelson   | Clarabelle      |
| Chris Owen       | Huey            |
| Alison Pill      | Susan           |
| Mark Webber      | Stevie          |
| Trevor Cooper    | Dicks vader     |
| Matthew Géczy    | Jonge officier  |
| William Hootkins | Marshall Walker |
| Teddy Kempner    | Mr. Salomon     |
| Thomas Bo Larsen | Klant           |

## Achtergrond
De film werd geproduceerd met een budget van 50 miljoen Deense kroon. De opnames vonden plaats in Denemarken en Duitsland, hoewel het verhaal moet zijn gebaseerd op een stadje in West Virginia. Het script is geschreven door Lars von Trier. Componist Benjamin Wallfisch schreef hiermee zijn eerste filmmuziek. Thomas Vinterberg won met de film op het Internationaal filmfestival van Moskou voor beste regie een zilver Sint Joris.